# KSR-2
Pour la fusée-sonde sud-coréenne, voir KSR-2 (fusée-sonde).
Le Raduga KSR-2 (terminologie OTAN : AS-5 Kelt) est un missile antinavire conçu par les Soviétiques dans les années 1950 et entré en service en 1962, capable d'emporter une charge classique ou nucléaire. Il a été développé pour remplacer le KS-1 Komet. Il est tiré exclusivement à partir d'avions Tupolev Tu-16 modifiés pour l'occasion (variante Tu-16KSR-2). À part l'URSS, le seul autre pays à l'avoir utilisé est l'Égypte notamment pendant la guerre du Kippour en 1973.

## Caractéristiques

### Raduga KSR-2 AS-5A Kelt
- Type : missile air-mer
- Description : première version du KSR-2, à tête classique ou nucléaire.
- Guidage : suivi de faisceau radar
- Longueur : 8,647 m
- Diamètre : 1 m
- Envergure : 4,522 m
- Masse : 4 077 kg
- Propulsion : moteur-fusée à carburant liquide S2.721V
- Charge militaire : 750 kg
- Portée : 160 km
- Vitesse maximale : 1 250 km/h

### Raduga KSR-2M AS-5 Kelt
Version améliorée avec des composants du KSR-5, dont le moteur Isayev S5.6.0000, autorisant des tirs à plus haute altitude.

## Variante antiradar
Le Raduga KSR-11 (terminologie OTAN : AS-5B Kelt) est une variante antiradar du KSR-2. Identique au KSR-2M, la principale différence vient du guidage radar passif, avec autodirecteur 2PRG-11. La charge militaire est elle exclusivement classique et ne permet pas l'emport de tête nucléaire comme sur les versions antinavires. Le KSR-11 est tiré depuis le Tu-16K-11-16. L'utilisation par les forces égyptiennes du KSR-11 durant la guerre du Kippour a pris au dépourvu les forces israéliennes, forçant ceux-ci à couper leurs radars de veille aérienne lorsque des Tu-16 étaient en vol.
- Guidage : suivi de faisceau radar
- Longueur : 8,64 m
- Diamètre : 1 m
- Envergure : 4,52 m
- Masse : 3 983 kg
- Propulsion : moteur-fusée à carburant liquide S5.6.0000
- Charge militaire : 750 kg HE FK-1O ou FK-1M
- Portée : 170 km
- Vitesse maximale : 1 250 km/h